# Japonska kutina
Japonska kutina (znanstveno ime Chaenomeles japonica) je listopadni bodičast grm, ki se zasaja kot okrasna rastlina.

## Opis
V višino japonska kutina doseže do 1 m. Listi so dolgi do 6 cm, zeleni, goli in bleščeči. Oblika listov je jajčasta z nažaganim robom. Cvetovi so rdeči, beli ali rdeče-beli, rastejo v manjših skupinah ali posamično na kratkih, trnatih in brezlistnih poganjkih. V japonščini se plod imenuje Kusa-boke (草木瓜, Kusa-boke) in je rumene barve z rdečerjavimi semeni, s premerom do 4 cm. Sicer je užiten a je izredno trd in trpek dokler ne pomrzne. Plodove občasno uporabljajo kot dodatek pri kuhanju marmelade, podobno kot plodove navadne kutine. Na Japonskem je japonska kutina priljubljena vrsta za vzgajanje bonsajev.